# Pays sicule
Pour les articles homonymes, voir Sicules.
Le Pays sicule (en hongrois Székelyföld, en roumain Ținutul Secuiesc) est une région historique et ethnographique transylvaine, en Roumanie. C'est là que vivent la plupart des Sicules de Transylvanie, population de langue hongroise localement majoritaire entre Târgu Mureș (en hongrois Marosvásárhely), Sovata (Szováta), Gheorgheni (Gyergyószentmiklós), Miercurea-Ciuc (Csíkszereda), Băile Tușnad (Tusnádfürdő), Cristuru Secuiesc (Székelykeresztúr), Baraolt (Barót) et Sfântu Gheorghe (Sepsiszentgyörgy). Le centre historique et culturel de la région est Odorheiu Secuiesc (Székelyudvarhely). C'est la seule région de Transylvanie où les magyarophones sont en majorité (71,4 % en 2002). Traditionnellement, l'Est du Pays sicule est à majorité catholique, l'Ouest à majorité calviniste, héritage du pacte de tolérance de l'ancienne principauté de Transylvanie.
| \| HR CV MS BV NT BC SB BN CJ AB BZ SV VN • MAROSVÁSÁRHELY • SEPSISZENTGYÖRGY • CSÍKSZEREDA • SZÉKELYUDVARHELY • FELVINC • Gyergyószentmiklós • Kézdivásárhely • Barót • Borszék • Kovászna • Székelykeresztúr • Szováta Aranyosszék Csíkszék Háromszék Marosszék Udvarhelyszék Mureș Olt Δ Madarasi- Hargita \| \| Carte du Pays sicule avec les noms en hongrois \| |
| --- |
| HR CV MS BV NT BC SB BN CJ AB BZ SV VN • MAROSVÁSÁRHELY • SEPSISZENTGYÖRGY • CSÍKSZEREDA • SZÉKELYUDVARHELY • FELVINC • Gyergyószentmiklós • Kézdivásárhely • Barót • Borszék • Kovászna • Székelykeresztúr • Szováta Aranyosszék Csíkszék Háromszék Marosszék Udvarhelyszék Mureș Olt Δ Madarasi- Hargita                                                            |
| Carte du Pays sicule avec les noms en hongrois |

## Nom

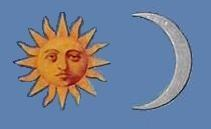
Drapeau historique des Pays sicule.

Drapeau actuel du Pays sicule voté par le Conseil national sicule.

En français, l'appellation la plus courante est Pays sicule, traduction du roumain Ținutul Secuiesc. Le nom historique latin est Terra Siculorum, soit « Pays des Sicules ».
Trois étymologies ont été proposées :
- une dénomination dérivée de szék, le « siège » civil et militaire des confins frontaliers du royaume magyar, en référence au statut et à l'organisation territoriale des Sicules au Moyen Âge : si cette hypothèse est exacte, une traduction plus fidèle au hongrois Székelyföld pourrait être littéralement « Pays/terre » (föld ) « des Siégeois » ;
- le nom turco-altaïque Eskil d'un clan bulgare, la Transylvanie ayant fait partie de l'empire des Bulgares du Danube aux VIIIe – Xe siècles (on retrouve Eskil chez les Bulgares de la Volga) ;
- un mot hongrois formé sur szëg/szög « coin » de façon parallèle à szegély « bord », les Sicules étant les habitants des frontières[2].

De 1952 à 1968, à l'époque communiste, la région est désignée sous le terme de « Province autonome magyare » (Magyar Autonóm Tartomány, Regiunea Autonomă Maghiară), qui inclut le Pays sicule et constitue alors une subdivision administrative.

## Données physiques
Les frontières du Pays sicule actuel sont difficiles à définir, mais à part la moitié sud-est du județ de Mureș, les limites des județ de Harghita et de Județ de Covasna correspondent en général aux limites de la zone où les Sicules sont majoritaires. Toutefois, on trouve des Sicules hors de ces limites et des Roumains à l'intérieur. Le Pays sicule en tant que tel est culturel plutôt qu'historique (ce sont les szék ou « sièges » qui sont historiques) et comprend également des petits territoires des județe actuels de Bacău et de Neamț en Moldavie, limitrophes des autres județ de Mureș, Harghita et Covasna. Un autre ancien siège de la principauté de Transylvanie historique est l'Aranyosszék ou Scaunul Arieşului, enclavé dans les județ actuels de Cluj et d'Alba. La superficie totale du Pays sicule culturel est d'environ 12 800 km2.
En termes de géographie physique, le Pays sicule est une région montagneuse de la chaîne des Carpates, avec les monts Giurgeu (Gyergyói-havasok), les monts volcaniques Harghita (Hargitai hegység), les monts Hășmaș (Hagymás-hegység) ou encore les monts Gurghiu (Görgényi havasok). Le point culminant du Pays sicule est le Harghita-Mădăraș (Madarasi-Hargita) haut de 1 801 mètres.
| Nom                                    | Altitude (en mètres) | Massif                              |
| -------------------------------------- | -------------------- | ----------------------------------- |
| Harghita-Mădăraș (Madarasi-Hargita)    | 1 801                | Monts Harghita (Hargitai-hegység)   |
| Hășmașul Mare (Nagy-Hagymás)           | 1 792                | Monts Hășmaș (Hagymás-hegység)      |
| Saca Mare (Mező-havas)                 | 1 777                | Monts Gurghiu (Görgényi-havasok)    |
| Vârful Lăcăuți (Lakóca)                | 1 777                | Monts Vrancea (Háromszéki-havasok)  |
| Harghita-Ciceului (Csicsói-Hargita)    | 1 755                | Monts Harghita (Hargita-hegység)    |
| Vârful Ecem (Öcsém-tető)               | 1 706                | Monts Hășmaș (Hagymás-hegység)      |
| Amza (Csomafalvi-Dél-hegy)             | 1 694                | Monts Gurghiu (Görgényi-havasok)    |
| Vârful Likas (Likas)                   | 1 674                | Monts Giugeu (Gyergyói-havasok)     |
| Ţibleş (Kis-Széples)                   | 1 665                | Monts Bistriţa (Besztercei-havasok) |
| Vârful Nemira Mare (Nagy Sándor-csúcs) | 1 640                | Monts Nemira (Nemere-hegység)       |
| Bătrâna (Öreg-tető)                    | 1 633                | Monts Gurghiu (Görgényi-havasok)    |
| Piatra Singuratică (Egyes-kő)          | 1 608                | Monts Hășmaș (Hagymás-hegység)      |

Deux importantes rivières prennent leur source dans le Pays sicule : l'Olt et le Mureș (Maros). Les autres cours d'eau importants sont la Târnava Mică (Kis-Küküllő), la Târnava Mare (Nagy-Küküllő), le Râu Negru (Feketeügy) et le Trotuș (Tatros). Les plus grands lacs du territoire (Bezid, Zetea et Frumoasa) sont tous artificiels (lacs de barrage). Les lacs naturels sont plus petits : le Lacul Roșu (Gyilkos-tó), le Lacul Sfânta Ana (Szent Anna-tó) et le Lacul Ursu (Medve-tó).

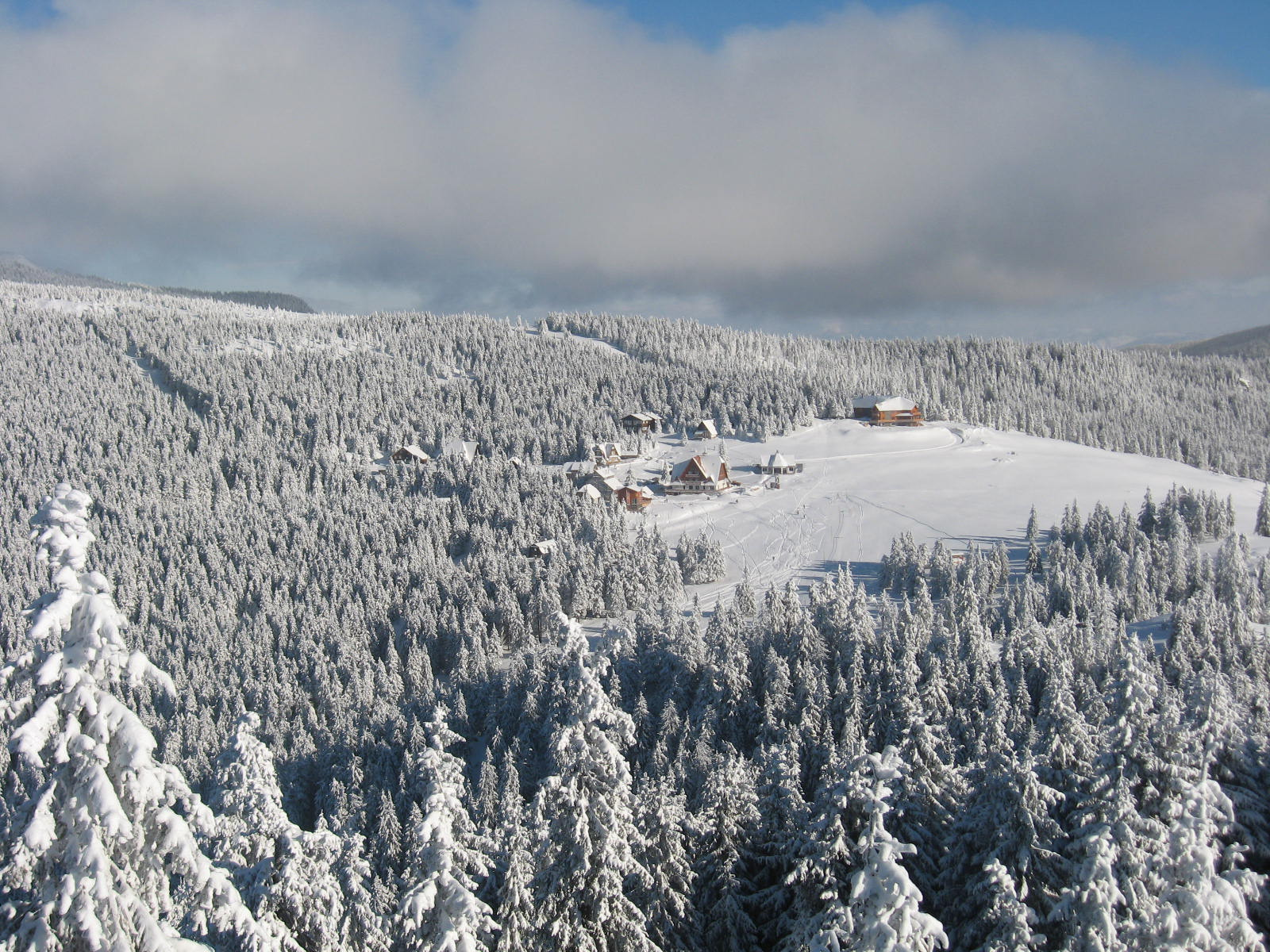
Le point culminant du Pays sicule, le Harghita-Mădăraș (Madarasi-Hargita).
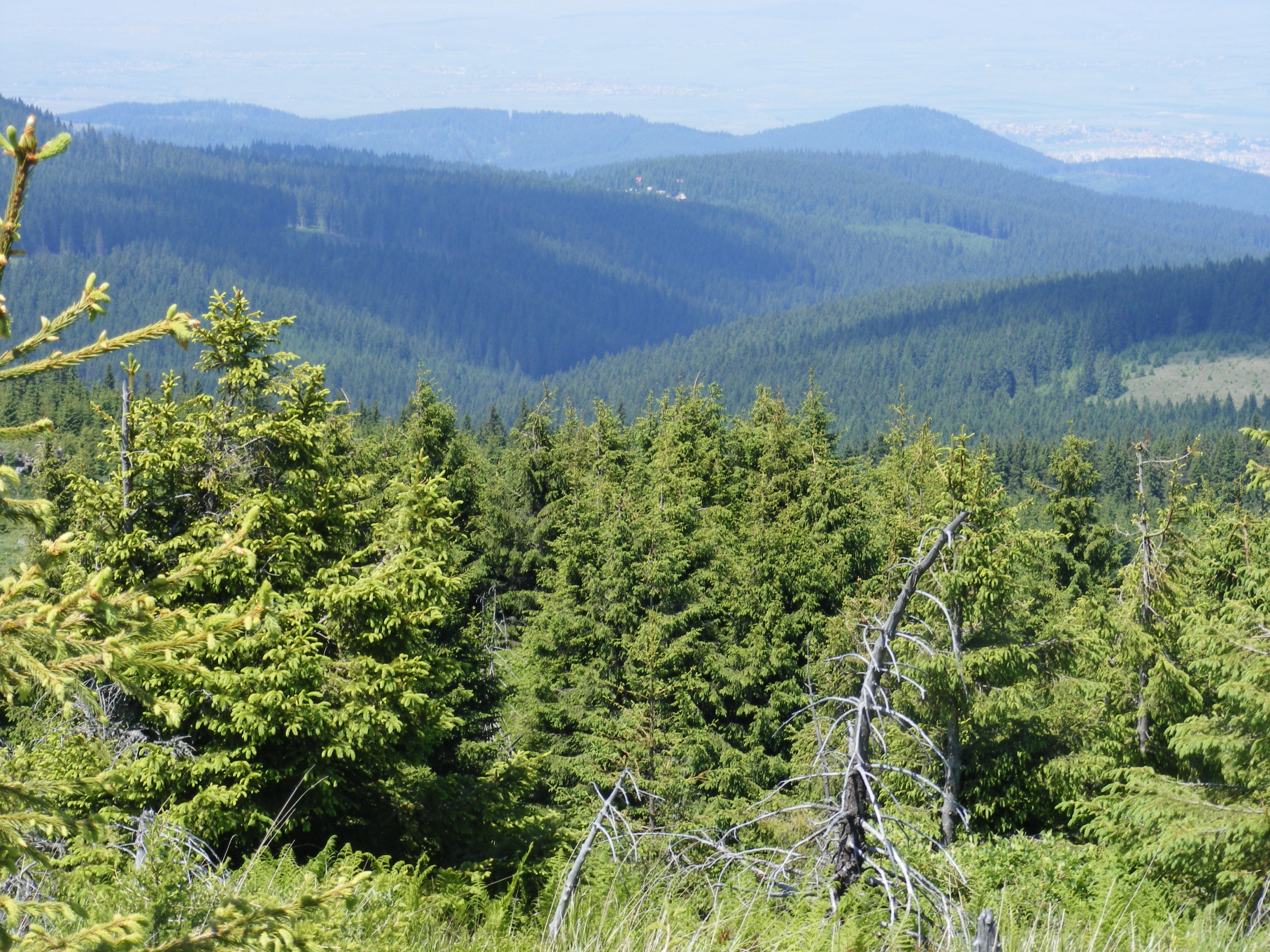
Les monts Harghita.
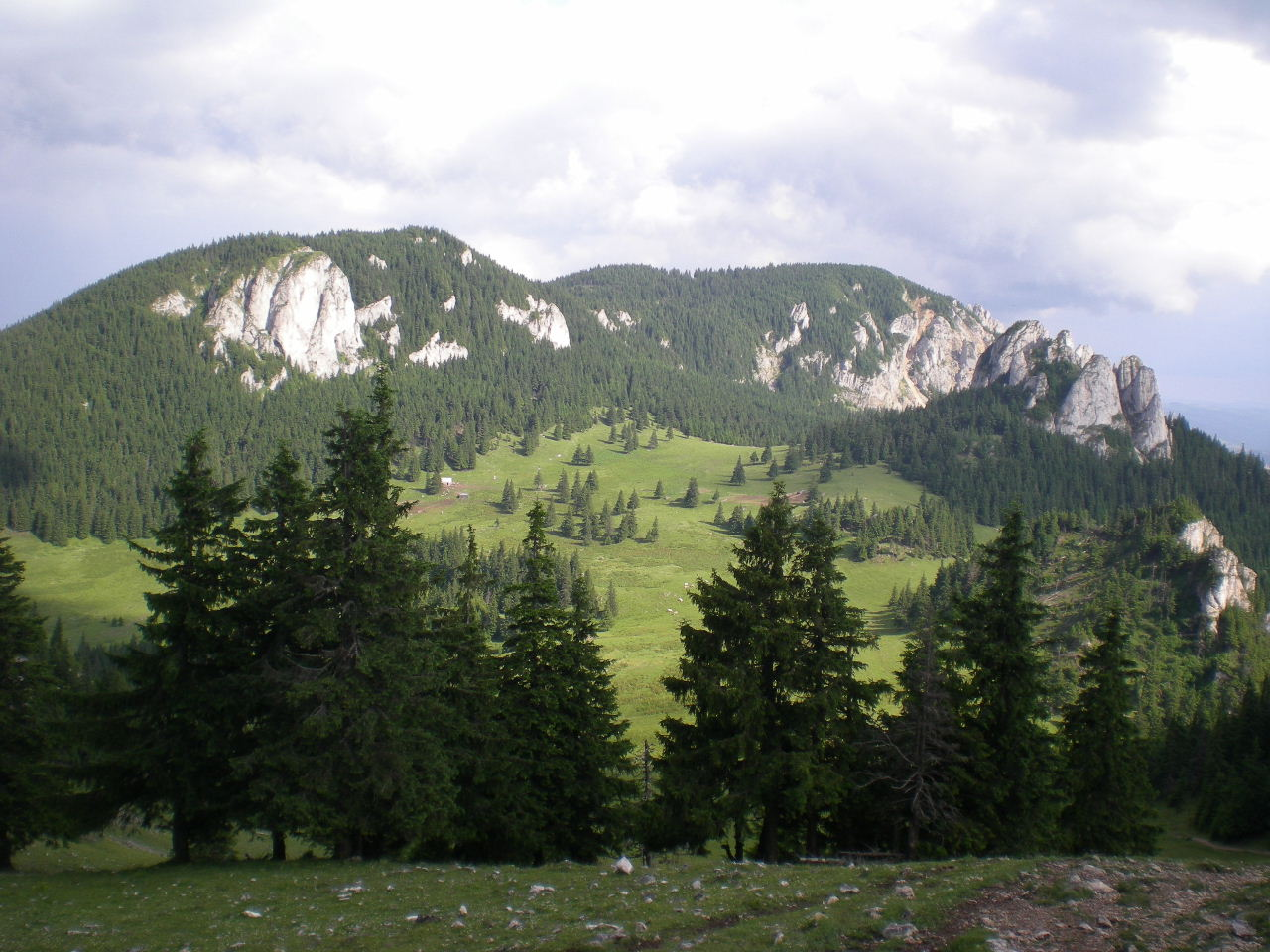
Les monts Harmas.
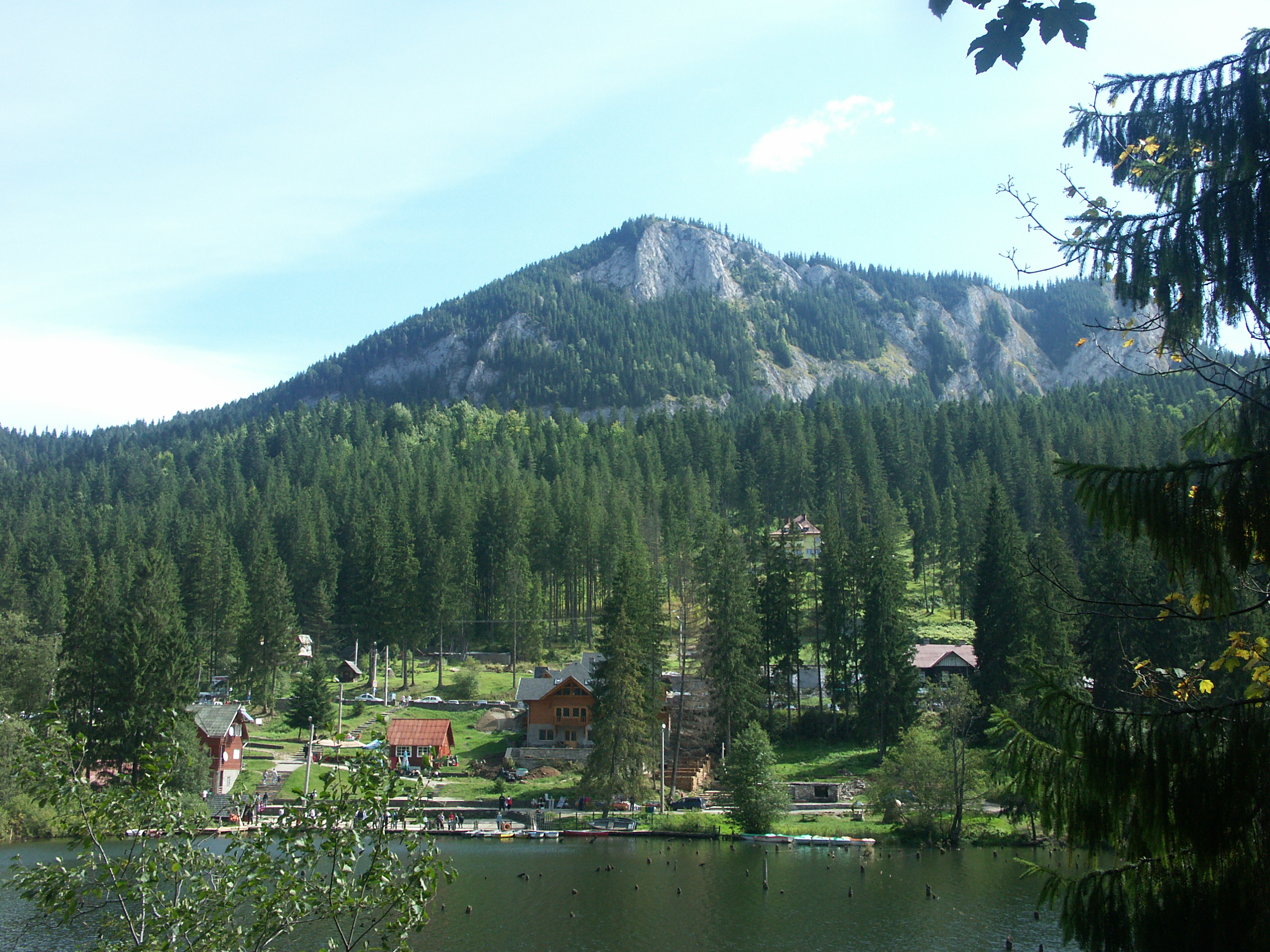
Le lac rouge (Lacul Roșu  ou Gyilkos-tó).
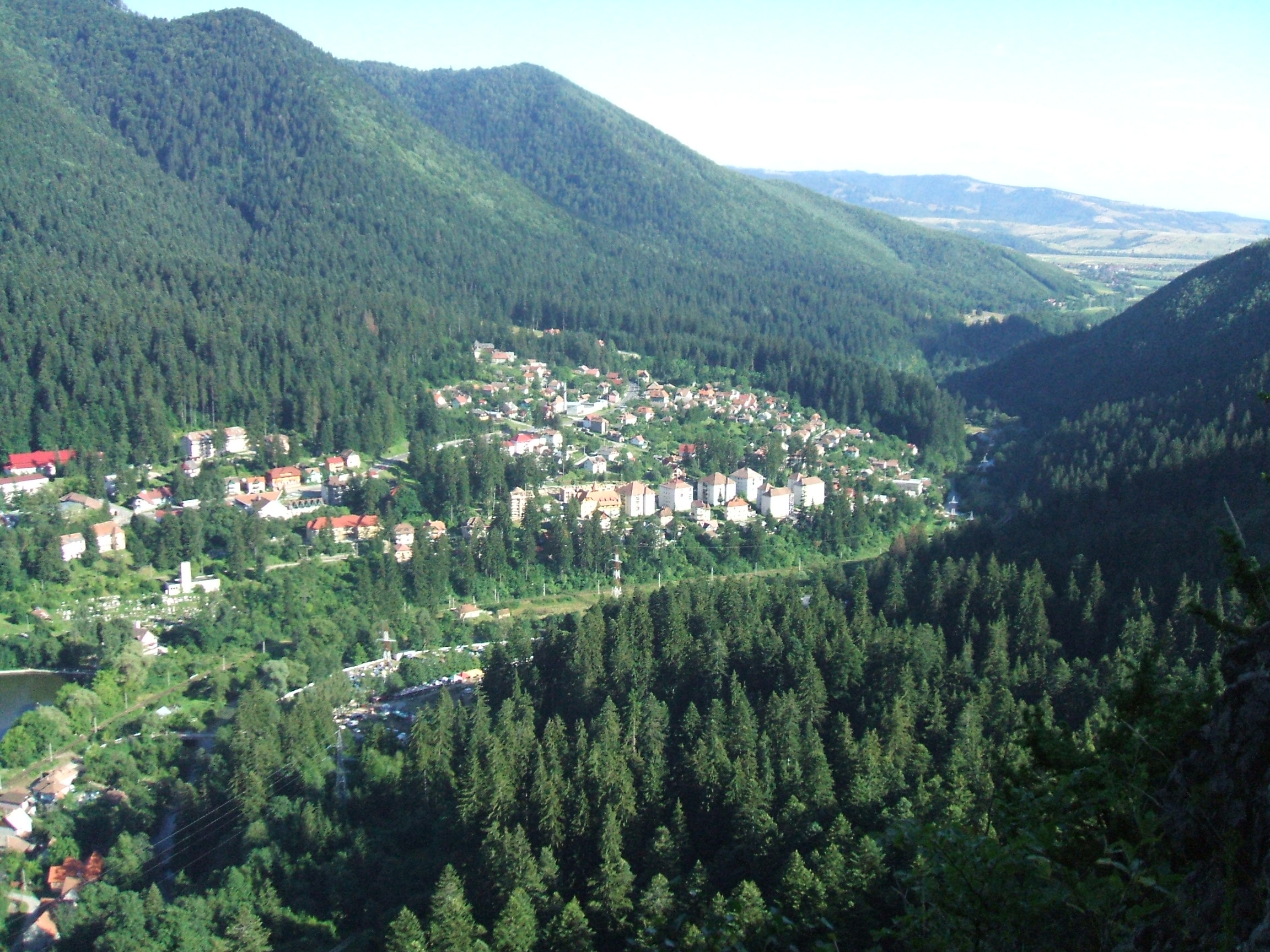
La vallée de l'Olt près de Băile Tuşnad (Tasnádfürdő).
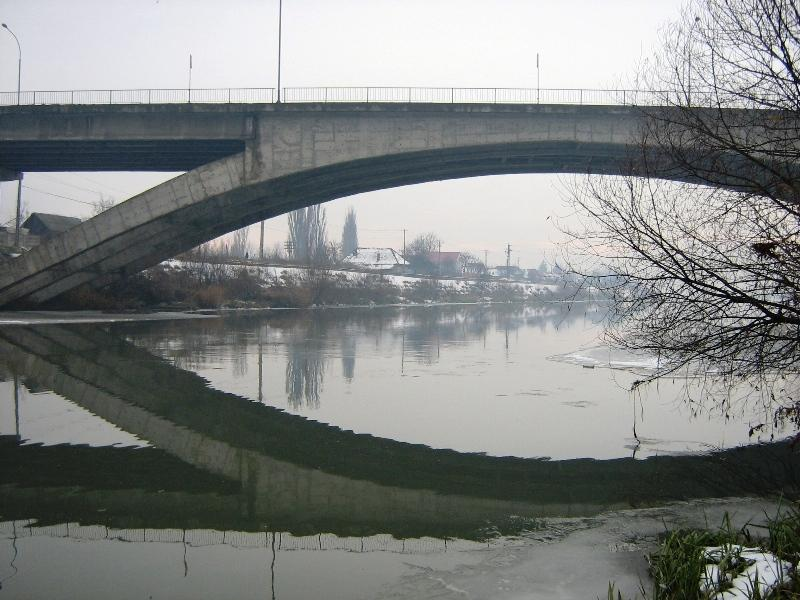
Le Mureş à Târgu Mureş (Marosvásárhely).
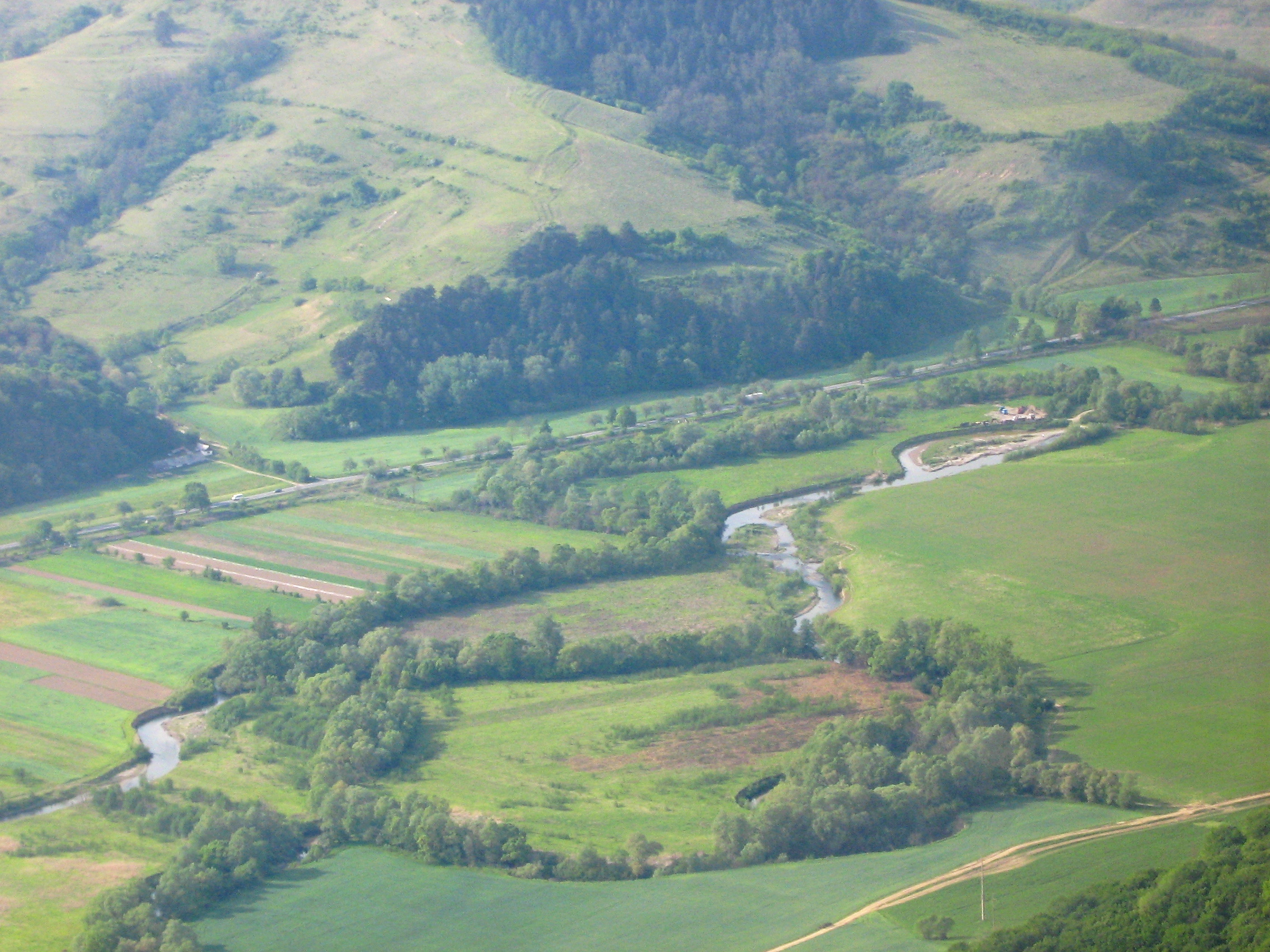
La Târnava Mică près de Sân-Georgiu de Pădure (Erdőszentgyörgy).
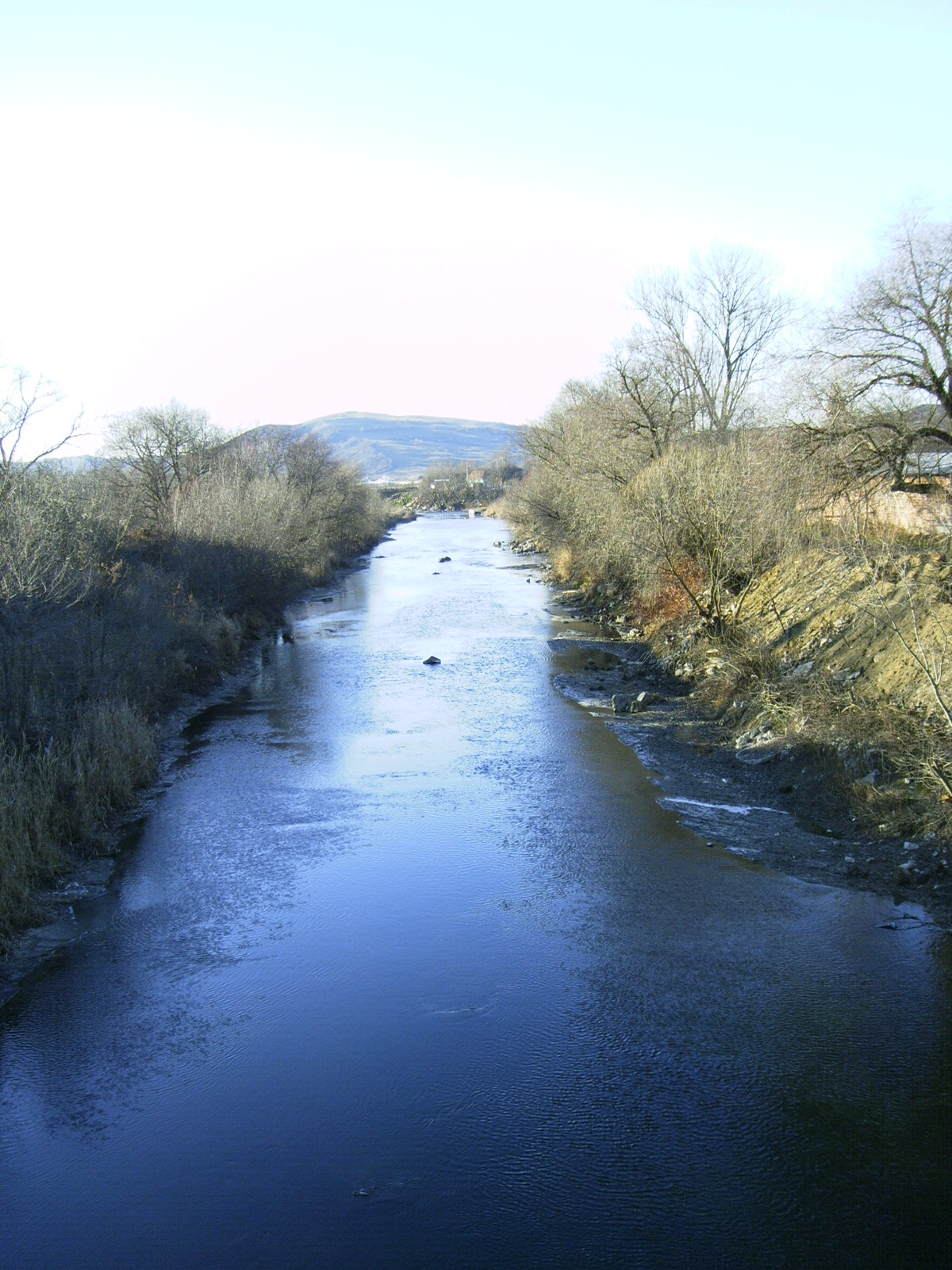
La Târnava Mare près de Cristuru Secuiesc (Székelykeresztúr).

## Histoire

Sièges du Pays sicule historique au XIXe siècle.

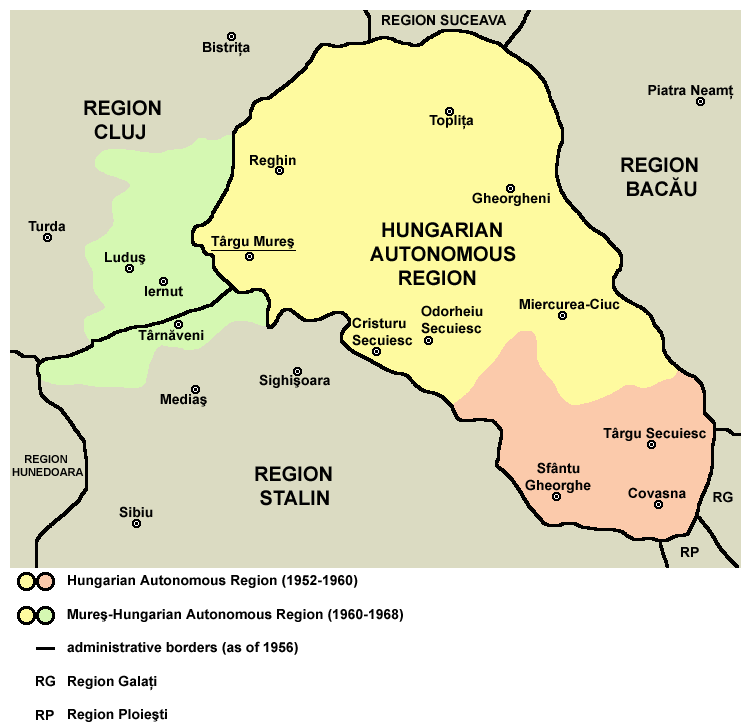
Carte de la Province autonome magyare (1952-1960).

À la limite de la Valachie et de la Moldavie, principautés alors vassales, comme la Transylvanie, du royaume de Hongrie, l'Église catholique hongroise fonde au XIe siècle le diocèse du Milcov (affluent du Sereth) pour convertir au catholicisme les populations locales orthodoxes (Bulgares, autres Slaves, Valaques) ou tengristes (Ouzes, Petchénègues, Coumans). Des missives envoyées de ce diocèse entre 1096 et 1228 attestent qu'en 1089 les Sicules habitaient déjà en Transylvanie. Cependant, leur origine est l'objet de discussions, et d'autres chercheurs pensent qu'ils sont arrivés plus tard, au XIIe ou XIIIe siècle, assimilant les populations antérieures, magyares ou non. Quoi qu'il en soit, au Moyen Âge, le Pays sicule jouit d'une autonomie importante dans le voïvodat de Transylvanie, lui-même autonome au sein du royaume de Hongrie.
Jusqu'en 1876, le pays des Sicules était composé des sièges (szék en hongrois) suivants :
- Maros (Marosszék)
- Udvarhely (Udvarhelyszék) , dont dépendaient les deux sièges suivants :
  - Keresztúr
  - Bardócz
- Csík (Csíkszék), dont dépendaient les deux sièges suivants :
  - Gyergyó
  - Kászon
- Háromszék, composé des trois sièges suivants :
  - Sepsi (chef-lieu : Sepsiszentgyörgy, aujourd'hui : Sfântu Gheorghe)
  - Kézdi (chef-lieu : Kézdivásárhely, aujourd'hui : Târgu Secuiesc)
  - Orbai (chef-lieu : Kovászna, aujourd'hui : Covasna)
- Aranyos (Aranyosszék, enclavé ensuite dans le comitat de Torda-Aranyos)

En 1699, au traité de Karlowitz, l'empire des Habsbourg intègre la principauté de Transylvanie et, avec elle, les sièges sicules qu'il organise en confins militaires (katonai határőrvidék), plus précisément en « généralat frontalier de Transylvanie » (Erdélyi határőrvidék) au sein duquel les Sicules conservent leur autonomie et acquièrent même des privilèges nouveaux en 1804 lorsque l'empire des Habsbourg devient l'empire d'Autriche. En revanche, après 1867 et la formation de l'Autriche-Hongrie, la principauté de Transylvanie et son généralat disparaissent, la première intégrée dans la composante hongroise de l'Autriche-Hongrie, gouverné par François-Joseph de Habsbourg, le second remplacé par les comitats d'Udvarhely, Csík, Háromszék et la moitié est du Maros-Torda (perdant ainsi l'autonomie des siècles précédents). Le siège enclavé d'Aranyosszék est pour sa part intégré dans le comitat de Torda-Aranyos.
À l'issue de la Première Guerre mondiale et de la défaite de l'Autriche-Hongrie, le Conseil de la Transylvanie (moins les voix des représentants hongrois) vote le 1er décembre 1918 son rattachement à la Roumanie, officialisé par le traité de Trianon en 1920. Les représentants des Hongrois (dont les Sicules) protestent parce que le « droit des peuples à disposer d'eux-mêmes » du président Wilson n'est pas appliqué vis-à-vis du Pays sicule, majoritairement peuplé de Hongrois. Le roumain devient langue officielle à côté du hongrois qui continue à être utilisé dans les secteurs administratifs, juridiques et éducatifs. Le Pays sicule conserve ses comitats désormais appelés județe en roumain.
Durant la Seconde Guerre mondiale, plus précisément le 30 août 1940, le deuxième arbitrage de Vienne rend à la Hongrie le nord de la Transylvanie (incluant le Pays sicule sauf le siège d'Aranyosszék). En raison de l'engagement de la Roumanie contre l'Axe à partir d'août 1944, le traité de Paris de 1947 consacre le retour à la Roumanie de la Transylvanie septentrionale avec le Pays sicule.
Le 21 septembre 1952 le régime communiste abolit les județe et les remplace par des régions plus grandes sur le modèle des oblasts soviétiques, dont l'une est la Province autonome magyare ((Magyar Autonóm Tartomány/Regiunea Autonomă Maghiară)), ayant pour chef-lieu Târgu Mureș (Marosvásárhely). Les limites de cette province ne correspondent pas tout à fait au Pays sicule historique, mais englobent la plupart des zones où les Sicules sont majoritaires. Dans cette région, le hongrois est langue officielle. Des modifications sont apportées en 1960 quand le territoire perd sa partie méridionale (à majorité sicule) mais une région à majorité roumaine lui est rattachée à l'ouest, faisant ainsi baisser la proportion de Hongrois dans cette nouvelle région de « Mureș-Province autonome magyare ». Huit ans plus tard, une nouvelle réforme administrative rétablit trois județe, ceux de Covasna, Harghita et Mureș) et le hongrois cesse d'être langue officielle, mais garde un statut de « langue minoritaire protégée ».
Après la libération de 1989, de nombreuses revendications autonomistes voient le jour. Mais en Roumanie, sauf durant la période 1952-1968 où prédomine l'influence soviétique, la tradition centralisatrice française domine et le fédéralisme de l'Europe centrale et orientale n'a pas cours. Ainsi, l'État roumain n'accepte que la ré-officialisation du hongrois, à côté du roumain, dans les services publics de la ville de Târgu Mureș et surtout des județe de Covasna et Harghita où la population magyarophone dépasse les 75 % et même localement les 95 % dans certaines villes. Malgré la présence dans la région d’une minorité roumaine historique significative (plus de 100 000 personnes), l'Union démocrate magyare de Roumanie milite pour une réforme de l'organisation territoriale de la Roumanie visant à supprimer les județe pour établir quinze euro-régions autonomes dont une pour le Pays sicule.

## Population

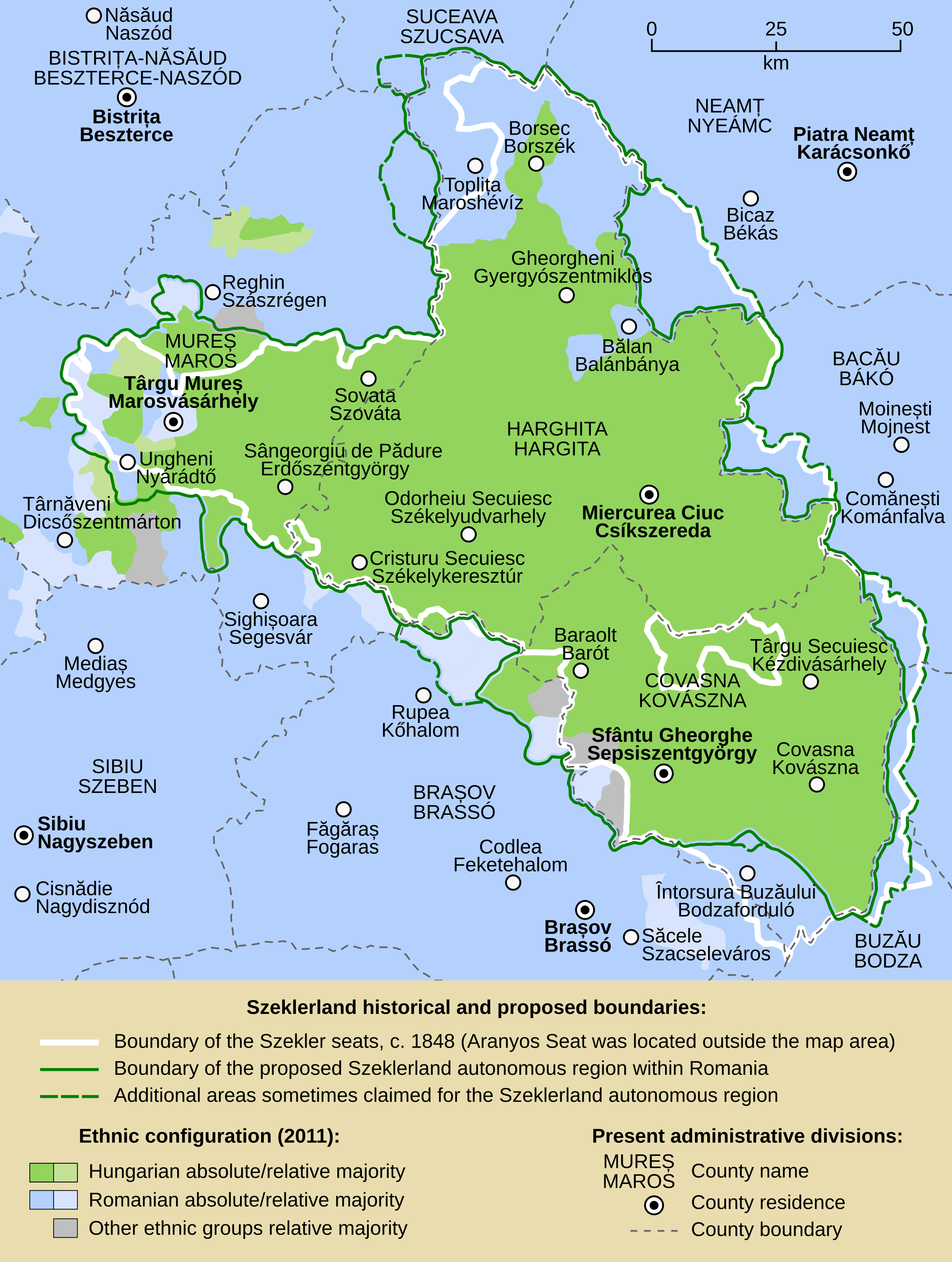
Le Pays sicule : en blanc les limites historiques, en verte celles proposées par le Conseil national sicule.

Le Pays sicule a une population totale d'environ 800 000 habitants, dont 80 % est magyarophone. Les Hongrois représentent 59,2 % de la population totale cumulée des județ de Harghita, Covasna et Mureș. Seul l'ancien siège d'Aranyosszék possède une majorité roumaine. Le pourcentage de Hongrois est plus élevé dans les deux premiers județe, respectivement de 84,8 % et 73,58 %. Dans le județ de Mureș, 37,82 % de la population est hongroise. Paradoxalement, seules 500 personnes se sont déclarées sicules au recensement de 2002 qui donnait le choix entre identité ethnique hongroise (en hongrois magyar) ou sicule (székely) ; la quasi-totalité des Sicules se sont en effet déclarés Hongrois en se considérant comme un sous-groupe des Hongrois.

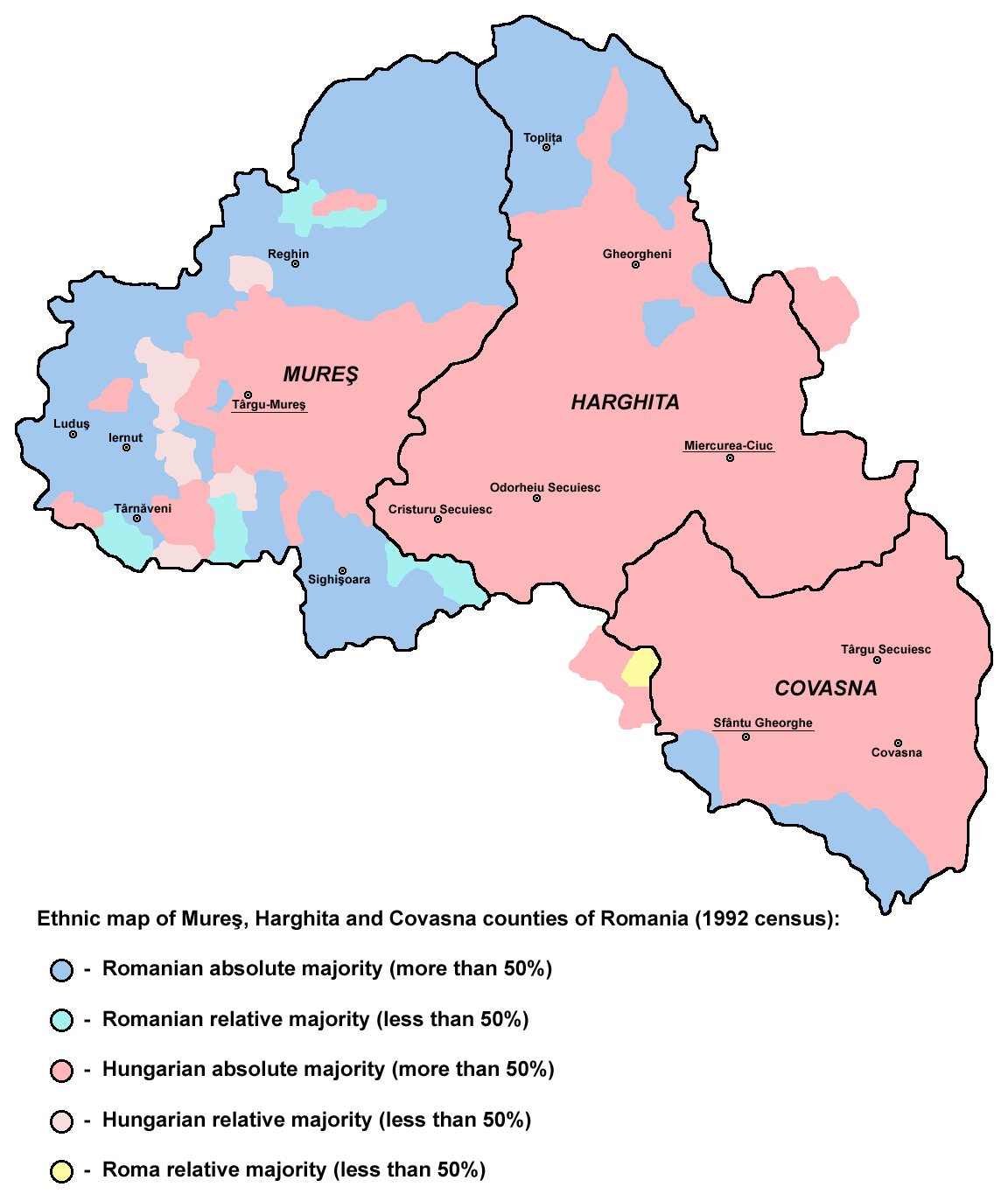
Carte ethnique du Pays sicule en 1992.
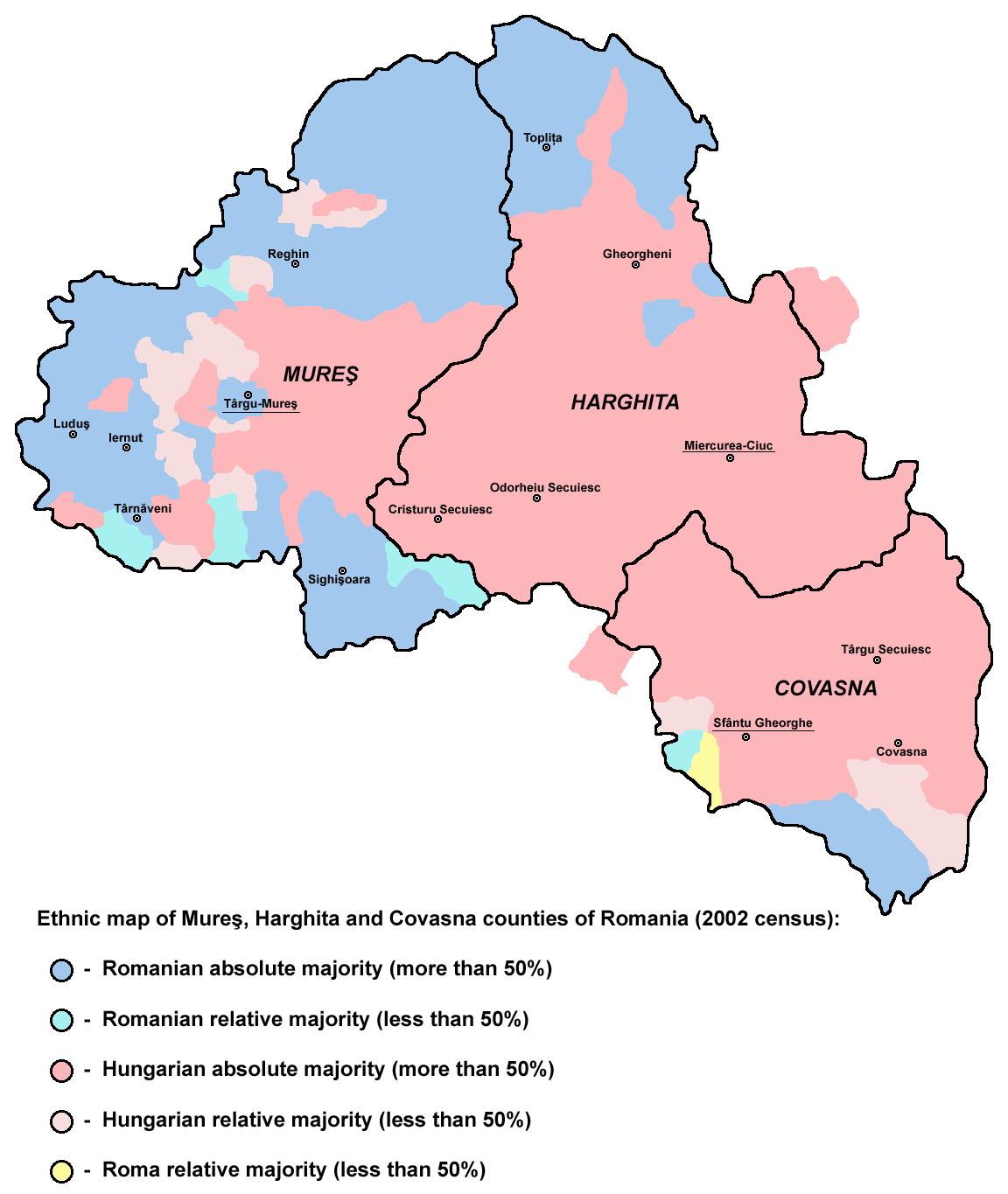
Carte ethnique du Pays sicule en 2002.
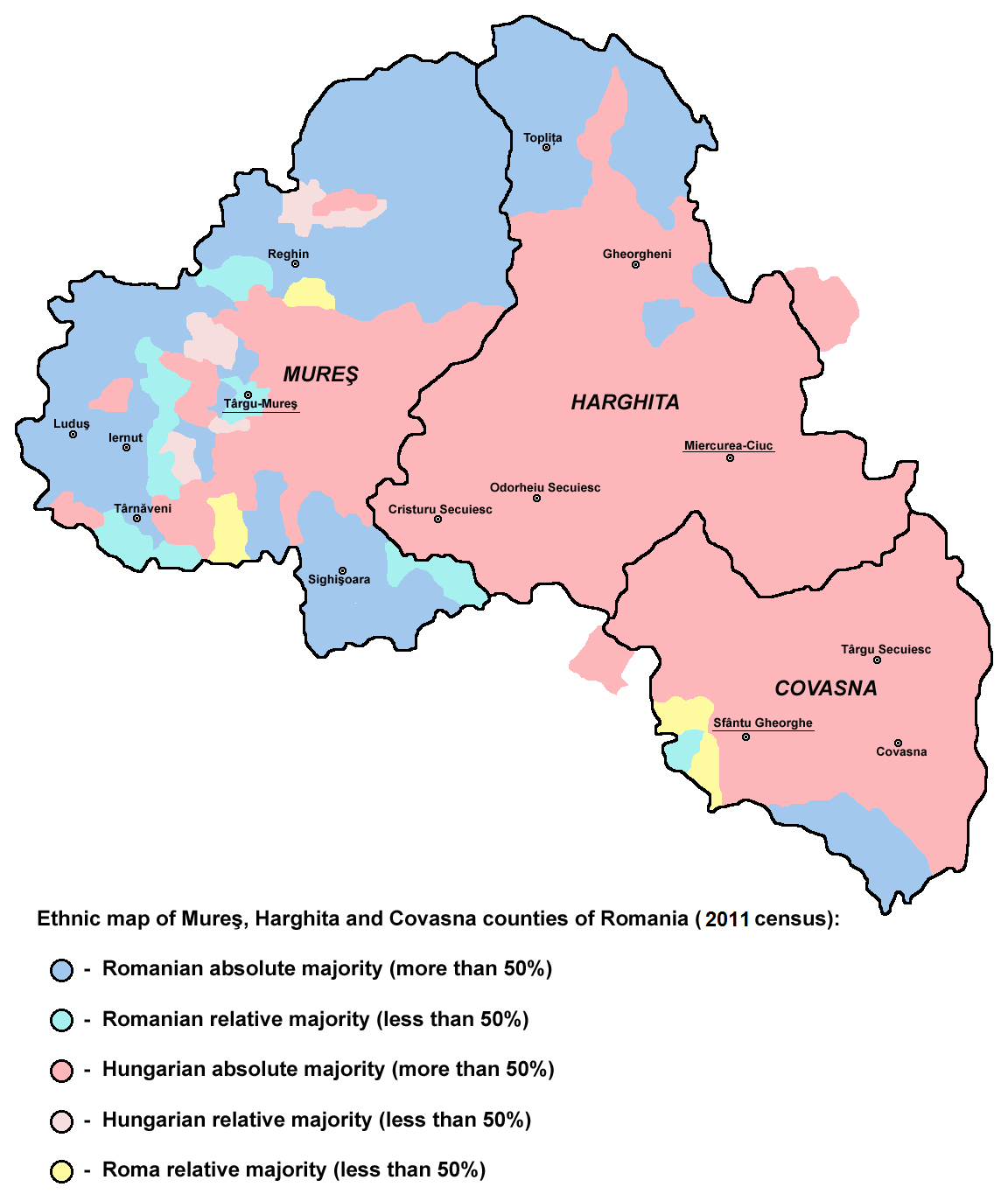
Carte ethnique du Pays sicule en 2011.

## Villes

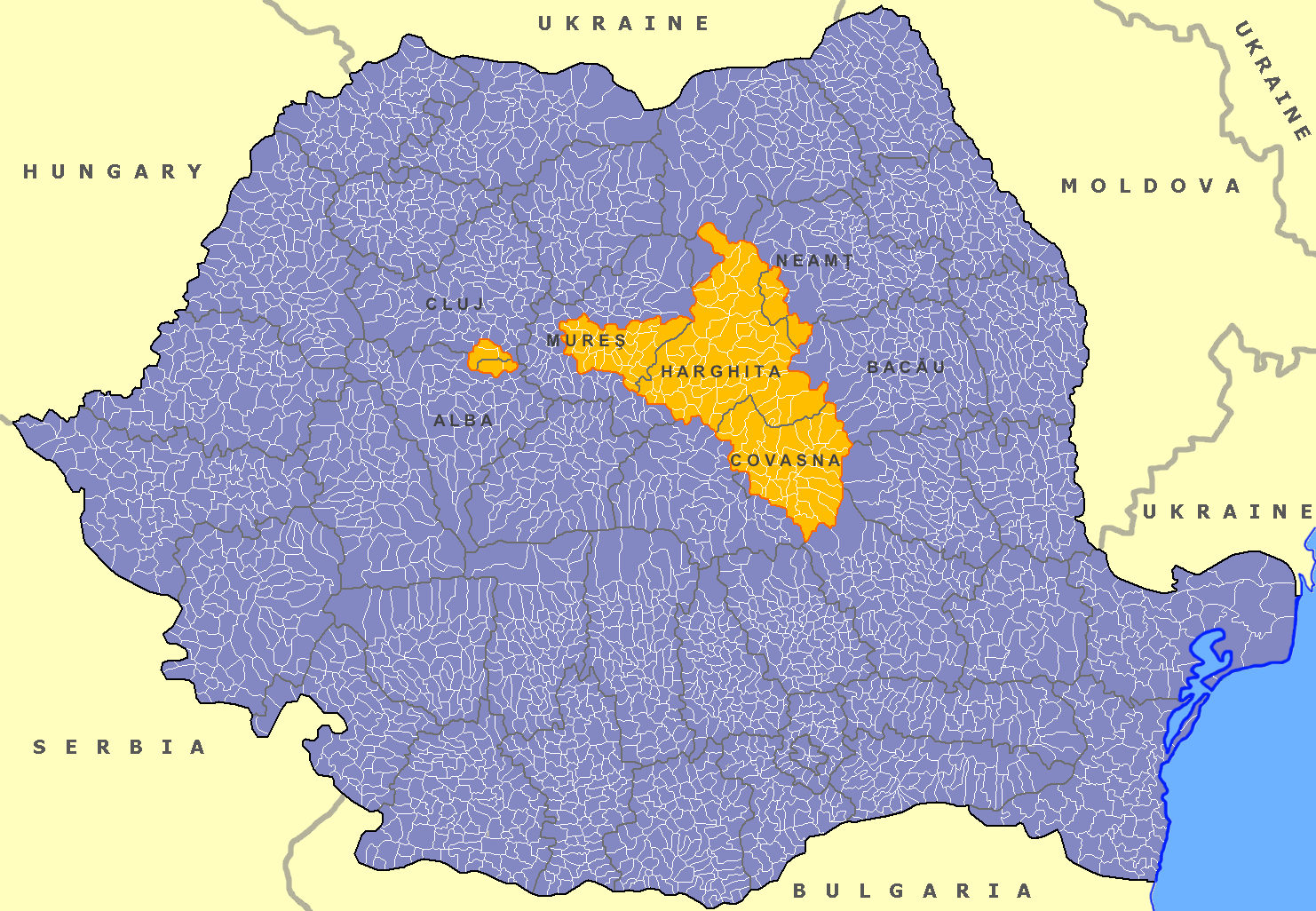
Détail des communes du Pays sicule.

Le centre historique est Târgu Mureș (Marosvásárhely), les autres villes importantes sont Miercurea-Ciuc (Csíkszereda), Sfântu Gheorghe (Sepsiszentgyörgy) et Odorheiu Secuiesc (Székelyudvarhely).
|    | Ville              | Nom roumain       | Județ actuel | Ancien comitat hongrois | Population | Part de Hongrois |
| -- | ------------------ | ----------------- | ------------ | ----------------------- | ---------- | ---------------- |
| 1  | Marosvásárhely     | Târgu Mureș       | Mureș        | Maros-Torda             | 134 290    | 44,9 %           |
| 2  | Sepsiszentgyörgy   | Sfântu Gheorghe   | Covasna      | Háromszék               | 56 006     | 73,6 %           |
| 3  | Csíkszereda        | Miercurea-Ciuc    | Harghita     | Csík                    | 38 966     | 78,5 %           |
| 4  | Székelyudvarhely   | Odorheiu Secuiesc | Harghita     | Udvarhely               | 34 257     | 92,4 %           |
| 5  | Kézdivásárhely     | Târgu Secuiesc    | Covasna      | Háromszék               | 18 491     | 88,1 %           |
| 6  | Gyergyószentmiklós | Gheorgheni        | Harghita     | Csík                    | 18 377     | 83,7 %           |
| 7  | Szováta            | Sovata            | Mureș        | Maros-Torda             | 10 385     | 87,7 %           |
| 8  | Kovászna           | Covasna           | Covasna      | Háromszék               | 10 114     | 62,8 %           |
| 9  | Székelykeresztúr   | Cristuru Secuiesc | Harghita     | Udvarhely               | 9 650      | 92,5 %           |
| 10 | Barót              | Baraolt           | Covasna      | Háromszék               | 8 672      | 93,7 %           |

## Économie

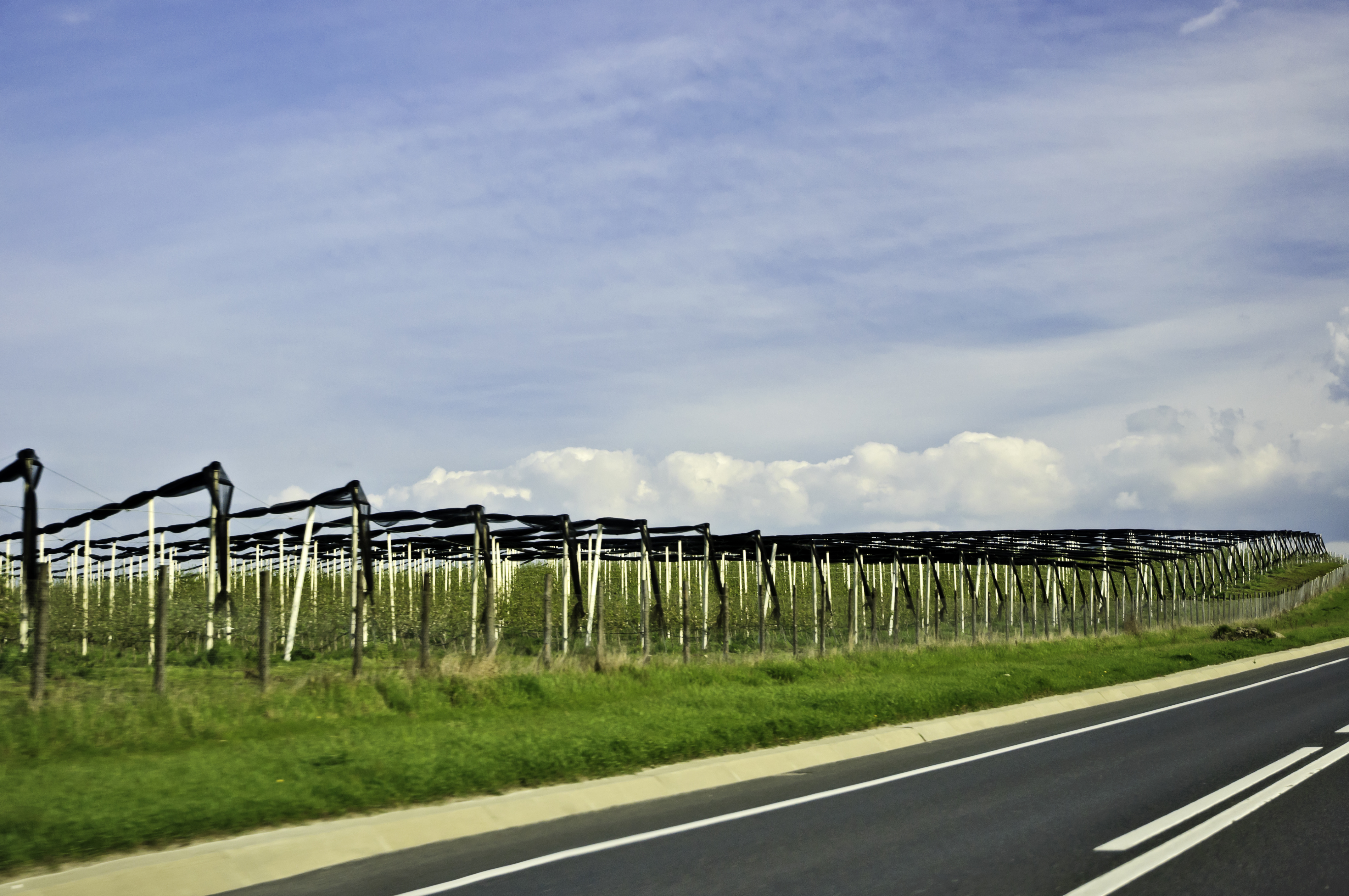
Vignes en conduite haute.

Le tourisme des Hongrois venus de Hongrie, parfois accompagnés d'amis étrangers, recherche dans le Pays sicule des racines et un mode de vie plus rural, traditionnel, qui a beaucoup reculé en Hongrie même depuis le début du XXIe siècle ; la proximité des Carpates est un autre atout. L'activité agricole est en effet importante : élevage, production viticole et activités maraîchères, sans oublier les industries alimentaires notamment à Marosvásárhely, Székelyudvarhely et Sepsiszentgyörgy.
Le bois des Carpates et des monts Harghita est une autre ressource des exploitations forestières qui disposaient, pour les desservir, de voies ferrées à voie étroite et vapeur nommées Mocăniţe et datant de l'époque austro-hongroise. Mais depuis 1995, la privatisation des forêts domaniales s'est traduite par une sévère déforestation, qui a mené au lessivage des sols, aux glissements de terrain et à des inondations ; quant aux voies ferrées, les tentatives locales de les reconvertir en chemins de fer touristiques ont échoué par manque d'investisseurs et la plupart ont été remplacées par des routes.